# آلف هیل
آلف هیل (انگلیسی: Alf Hale; ۲۴ ژانویهٔ ۱۹۰۶ – دسامبر ۱۹۷۲ (aged 66)) بازیکن فوتبال اهل بریتانیا بود.
از باشگاه‌هایی که در آن بازی کرده‌است می‌توان به باشگاه فوتبال لینکولن سیتی و باشگاه فوتبال لوتون تاون اشاره کرد.